# Full Dekning
Full Dekning je dánský hraný film z roku 2022, který režíroval Arild Andresen podle italského filmu Naprostí cizinci z roku 2016. Snímek měl premiéru dne 25. února 2022.

## Děj
Sedm přátel se schází na večeři. Během konverzace u stolu hostitelka večera nabídne, aby si zahráli hru: mobilní zařízení všech se položí uprostřed stolu a všechny zprávy, e-maily a konverzace všech budou zveřejněny ostatním. Hra postupně nabírá ostřejší a temnější obrátky, jak se začínají odhalovat tajemství jejích účastníků.

## Obsazení
| Thorbjørn Harr         | Tor Anders         |
| Agnes Kittelsen        | Ingvild            |
| Nicolai Cleve Broch    | Truls              |
| Ellen-Birgitte Winther | Heidi              |
| Sara Khorami           | Mina               |
| Kyrre Hellum           | Jørgen             |
| Jan Gunnar Røise       | Vegard             |
| Oda Garnås Paaske      | Emma               |
| Anne Marie Ottersen    | matka Tora Anderse |

## Ocenění
- cena Amanda: nominace v kategoriích nejlepší mužský herecký výkon (Thorbjørn Harr) a nejlepší herec ve vedlejší roli (Jan Gunnar Røise)[2]